# Торговий дім Ціпперів
Торговий дім Ціпперів — будинок № 32 площі Ринок у Львові. Збудовано 1912 року.

## Історія

### 5 давніх кам'яниць
На цьому місці знаходились 5 давніх кам'яниць XVI–XVII ст.
З боку площі Ринок це були кам'яниці Гендзіцьких і Мельхіор-Вольфовичів, наріжна (кутова) з вул. Трибунальською (Шевською) — Штанцльовська; з боку вул. Трибунальської — кам'яниця Регулічовська та Добніковських (за іншими даними Адамкевичів).

##### Штанцльовськакам'яниця
Частина наріжної (кутової) камяниці в XVI ст. належала Урбану Фрізеру, львівському лавнику, дочка якого вийшла заміж за Штанцля (Станіслава) Шольца (купця, експлуатанта родовищ залізної руди навколо Львова, власника ще однієї кам'яниці на площі Ринок - "другої ідучи до Домініканів", власника ряду будинків та земельних ділянок в передмісті Львова і загалом одного із найбагатших мешканців Львова того часу). Згодом Штанцель Шольц викупив від інших власників дві залишкові частини цієї камяниці (отримавши її повністю у власність), після чого вона і почала іменуватись Штанцльовська, яку і передав у спадок своєму найстаршому сину Штанцлю Шольцу (молодшому). Станом на 1608 рік Штанцель Шольц (молодший) мешкав в кам'яниці зі своїм молодшим братом Валентином (аптекарем). Потім шляхом спадкування та одружень Штанцльовська кам'яниця перейшла у власність до Мартина Никанора Анчевського, що був власником "Чорної кам'яниці" на площі Ринок. У 1684 р. її придбав королівський секретар Домінік Вільчек, потім вона перейшла в руки родини Злоторовичів, а від XVIII ст. на майже 100 років повернулась у власність родини Вільчеків. У 1775 році Фелічита Вільчкова (після постриження свого чоловіка Яна) передала власність на кам'яницю своєму сину Домініку Вільчеку (молодшому) - капітану королівської артилерії. Саме тут у 1773–1800 рр. містилась перша австрійська військова комендатура і помешкання головнокомандуючого.

##### Кам'яницяМельхіор-Вольфовичів.
Належала до іншої гілки родини Шольців, родоначальником якої на зламі XVI -.XVII ст.ст.  Мельхіор Шольц Вольфович (старший), також один з найвпливовіших патриціїв Львова. Потім її успадкував його син Мельхіор Шольц Вольфович (молодший). З 1662 року в ній проживала вдова Вольфовича. Згодом власність на будинок перейшла до Добруцького, який відпродав її магістрату Львова. Згодом Домінік Вільчек (молодший) - капітан королівської артилерії викупив її з власності міста.

##### Кам'яниця Гендзіцьких
В 1608 році в кам'яниці знаходився аптекар Каспер. Пізніше впродавж біля 100 років вона належала родині Гендзіцьких, представником якої був Станіслав Гендзіцький, загальний маєток якого на 1648 рік оцінювався в 40 000 польських злотих (часу облоги Львова Богданом Хмельницьким). В другій половині XVII ст. - кам'яниця належала судді Гжегожу Сроковському. В 1765 році камяницю викупив Домінік Вільчек (молодший) - капітан королівської артилерії.

##### Кам'яниці Регулічовська і Добніковських
З плином старих часів перейшли у власність ордену Єзуїтів, а з часом (після скасування "закону Єзуїтів") перейшли у володіння Австрійської держави (однак були занедбані та істотно зруйнувались). У 1777 році Домінік Вільчек (молодший) - капітан королівської артилерії викупив їх з австрійської державної власності та перетворив на довгу стайню.

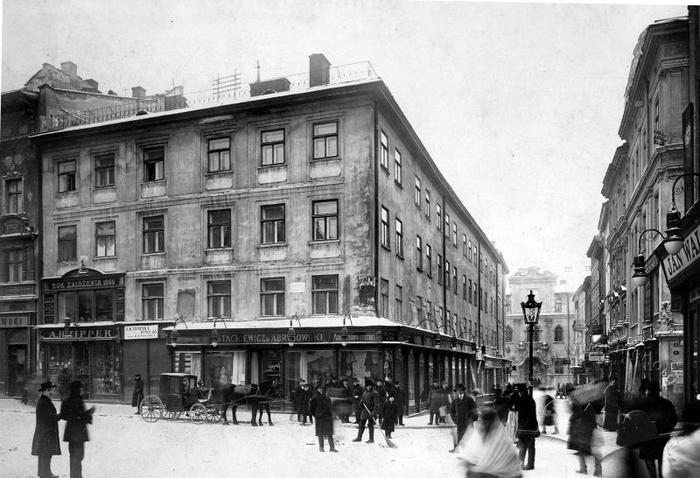
Кам'яниця Вільчковських

### Камяниця Вільчковських ("довга")
Таким чином Домінік Вільчек (молодший) - капітан королівської артилерії викупивши 5 суміжних кам'яниць, перетворив три з них (Штанцльовську, Мельхіор-Вольфовичів, Гендзіцьких) на одну, а решта дві (Регулічовської та Добніковських) на стайню, що разом з перебудовою та ремонтом коштувало йому 80 000 (за іншими даними 420 000) польських злотих — велику частину з яких він позичив в свого колишнього начальника - полковника Лінсай.
Згодом у 1781 році Домінік Вільчек (молодший) передав власність на кам'яницю і стайню своїм дітям: сину Яну (поручник); дочці п.Рихтеровій (чоловік Францішек) та другій дочці п.Бартщемовій (чоловік Мартин), однак зберіг за собою право довічного проживання на 3-му поверсі та користуванням коморою для паперів. Все це після 1797 року привело до майнових та інших суперечок поміж членами родини, які набули власність на частки в новій кам'яниці та стайні. На той час зі сторони площі Ринок в новій кам'яниці знаходився магазин, з іншої сторони (вулиці Трибунальської) - шинок зі сходами в підвал (для продажу алкоголю) та, поруч, більярдний салон з трьома фасадними вікнами. В 1801 році внук Домініка Вільчека (молодшого) - Станіслав Вільчек зніс стайню та збудував там другу кам'яницю, яку згодом у 1805 році продав своєму швагру Михайло Чарножинському. Після цього дві його тітки (п.Рихтерова та п.Бартщемова) подали на нього в суд, оскільки вони претендували на 2/3 частини знесеної стайні та ділянки під нею. Відтак, після 1801 р., на місці двох (або п'яти стародавніх кам'яниць: Штанцльовської, Мельхіор-Вольфовичів, Гендзіцьких, Регулічовської та Добніковських), фактично постала одна "довга" кам'яниця Вільчковських. Справа вирішилась в 1825 році спільним продажем "довгої" кам'яниці Вільчковських купцю тканин Яну Товарницькому. На верхніх поверхах з часом знаходилась школа відомої у Львові виховательки Феліції з Василевських Боберської та канцелярія регента Вольського. Близько 1895 року її придбав годинникар та ювелір Абрагам Ціппер. Цікавим є те, що на початку ХХ ст. під час демонтажу "довгої" кам'яниці Вільчковських, в ній виявивили давній портал з різьбленими кам'яними колонами.

## Сучасна споруда
У 1912 р. за проєктом архітектора Міхала Лужецького архітектурна фірма Едмунда Жиховича збудувала на пл. Ринок, 32 нову споруду торгового дому Ціпперів. Тут розташувався перший львівський універмаг «Траст». Фірмова крамниця ювелірних виробів та годинників фірми «А. Г. Ціппер» містилась в кам'яниці до кінця 1930-х років. Ще під час будівництва споруду піддано критиці через надмірну висоту (26 метрів), що порушувало гармонію забудови Ринку.
1913 року на Кафедрі сучасної архітектури у Львівській політехніці одним із навчальних завдань був проєкт торгового дому. Зокрема студент Броніслав Віктор під керівництвом Адольфа Шишко-Богуша виконав альтернативний проєкт будинку для ділянки на площі Ринок, 32.
У 70-х роках XX ст. будинок був ґрунтовно перероблений під універмаг «На ринку».
Сьогодні тут знаходиться крафтова броварня "Правда".